# Боуэн-Айленд (национальный парк)
Национальный парк Боуэн-Айленд (англ. Bowen Island National Park, фр. Parc national à l'île Bowen) — планируемый национальный парк Канады, расположенный на юго-западе канадской провинции Британская Колумбия.

## Физико-географическая характеристика
Остров Боуэн — один из ряда островов северо-западнее Ванкувера в заливе Хоуэ (Howe Sound), выступающем на северо-восток от пролива Джорджия. Остров находится в природном регионе низменность пролива Джорджия (англ. Strait of Georgia Lowlands natural region). Предполагаемый парк находится в восточной части региона, очень небольшой по размерам и густонаселённой, в то время как его западная часть представлена в системе национальных парков Канады парком Галф-Айлендс.
Остров Боуэн сильно отличается от системы островов Галф-Айлендс, расположенной южнее. Он относится к экозоне Coastal Western Hemlock, характерными видами которой являются псевдотсуга, тсуга западная и туя складчатая. Кроме того, на острове водится много редких видов животных, охраняемых государством.
Предполагаемая территория парка включает существующие охраняемые территории острова, в том числе провинциальный парк Аподака, региональные и муниципальные парки, а также семь участков земли, принадлежащих провинции. Кроме того, в ряде мест территория парка выходит на побережье и включает морские участки.
На острове живут индейцы Скуомиш (Squamish) и Хулкуминум (Hul’qumi’num).

## Охрана территории
В 2009 году муниципалитет Боуэн-Айленд выступил с инициативой создания национального парка. Предварительный анализ проводился до середины 2010 года. В ходе него к инициативе присоединилось правительство Британской Колумбии.
В настоящее время муниципалитет Боуэн-Айленд, правительство Британской Колумбии и агентство Парки Канады рассматривают возможность создания парковой резервации на острове. Среди основных вопросов: удовлетворяет ли остров критериям, смогут ли посетители парка оценить его, поддерживают ли местные жители идею создания парка.